# Midland Main Line

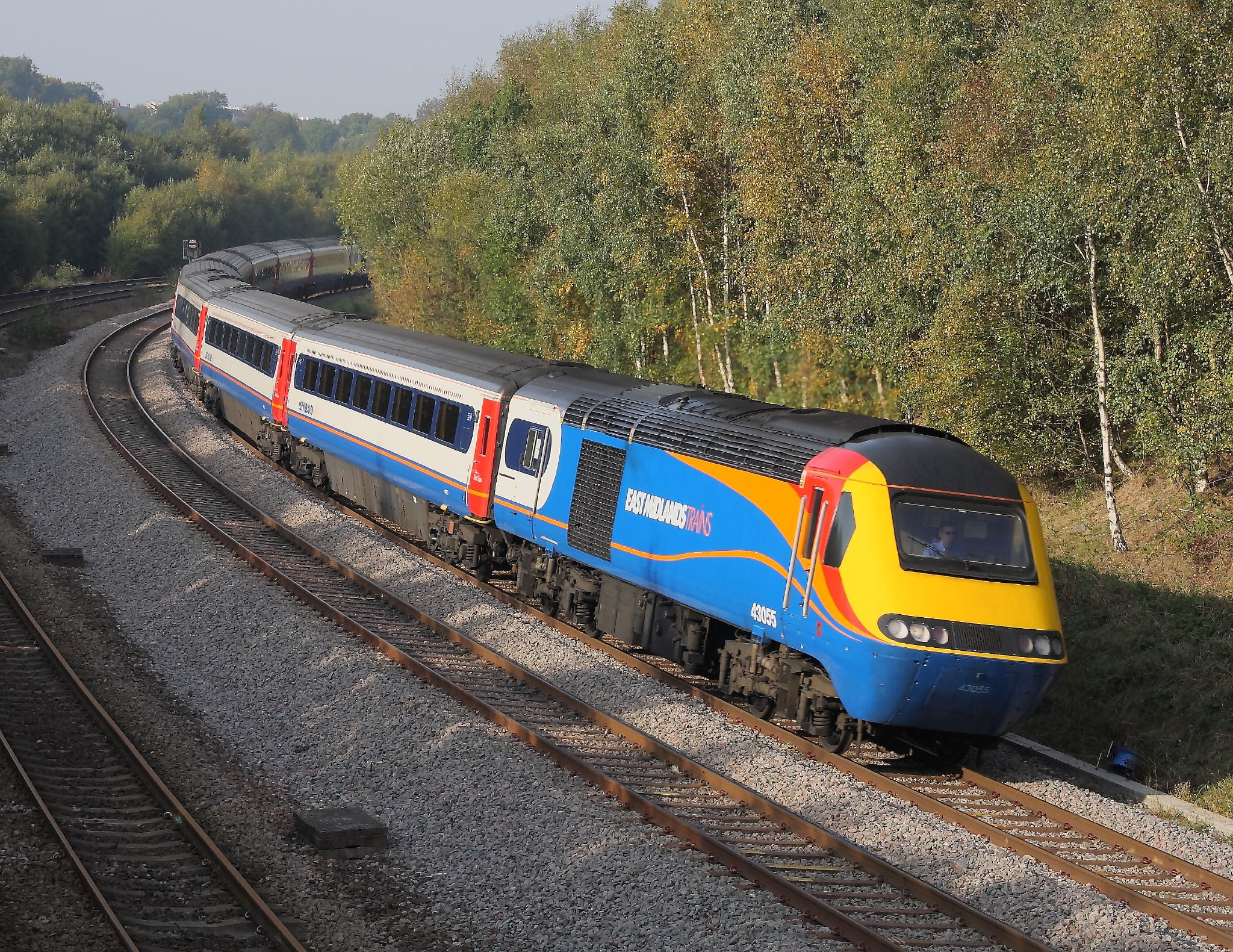
Een Intercity 125 van het toenmalige East Midlands Trains op de Midland Main Line in Tupton bij Clay Cross (2008)

De Midland Main Line (MML) is een belangrijke spoorlijn in het Verenigd Koninkrijk  van Londen naar Sheffield in Yorkshire via de East Midlands. Het bestaat uit de lijnen van het Londense station St Pancras via Leicester, Derby/Nottingham en Chesterfield.
De expresdiensten voor passagiers op de lijn worden geëxploiteerd door East Midlands Railway (EMR), veelal met British Rail Class 222 treinen die de vroegere Intercity 125 stellen vervingen. De lijn is geëlektrificeerd tussen St Pancras en Corby, en het gedeelte ten zuiden van Bedford vormt een tak van de noordelijke helft van het Thameslink-netwerk, met een semi-snelle dienst naar Brighton en andere voorstedelijke trajecten. Een noordelijk deel van de route, tussen Derby en Chesterfield, maakt ook deel uit van de Cross Country Route die door CrossCountry wordt geëxploiteerd. Sporen van Nottingham naar Leeds via Barnsley en Sheffield worden gedeeld met Northern. East Midlands Railway exploiteert ook regionale en lokale diensten die gebruik maken van delen van de lijn.
Er waren op de lijn zelfs aftakkingen naar Manchester Piccadilly en Leeds via de Midland Main Line maar deze werden beide bij de lijnrationalisaties in de jaren 1960 stopgezet.  De aftakkingen realiseerden wel verbindingen met respectievelijk de West Coast Main Line en (huidige) East Coast Main Line.
De Midland Main Line ondergaat sinds 2015 een grote upgrade van nieuwe digitale signalering en volledige elektrificatie van de lijn van Londen naar Sheffield. De volledige elektrificatie zou tegen 2025 afgerond moeten zijn volgens planning. Tegen dan zou EMR de beschikking moeten hebben over 33 British Rail Class 810 treinstellen voor het uitfaseren van de British Rail Class 222 dieselelektrische stellen.